# 鞏義市
鞏義市（きょうぎ-し）は中華人民共和国河南省鄭州市に位置する県級市。まもなく区に昇格する予定。

## 歴史
殷代には斟鄩（現在の回郭鎮羅荘村・芝田鎮稍柴村一帯）と称され国都が設置されている。周代になると鞏伯国が置かれた。
前249年（荘襄王元年）、秦により鞏県が設置される。「山河が四方を塞ぎ、鞏固で（攻撃にも）抜かれることはない」ことから命名され、漢代には河南郡、魏晋南北朝時代には東魏により成皋郡の管轄とされ、北斉により鞏県は廃止となり成皋県に編入された。隋朝が成立すると596年（開皇16年）に再び洛州の下に鞏県が設置、宋代以降は河南府の管轄となり清末まで沿襲された。
中華民国が成立すると1913年（民国2年）に北京政府により新設された豫西道（翌年河洛道と改称）の管轄とされたが、1927年（民国16年）、道制廃止に伴い河南省の直轄とされた。1932年（民国21年）以降は第十行政督察区の管轄となっている。
1949年、中華人民共和国政府は鄭州専区の管轄としたが、1955年に開封専区、1958年には鄭州市、1961年には開封地区、1983年には再び鄭州市の管轄とした。1991年、県級市の鞏義市に改編され現在に至る。

## 行政区画
- 街道：新華路街道、杜甫路街道、永安路街道、孝義街道、紫荊路街道
- 鎮：米河鎮、新中鎮、小関鎮、竹林鎮、大峪溝鎮、河洛鎮、站街鎮、康店鎮、北山口鎮、西村鎮、芝田鎮、回郭鎮、魯荘鎮、夾津口鎮、渉村鎮

## 経済
民間宇宙企業である天兵科技が拠点を有している。2024年にはロケット天龍3号が実験中に誤射され、山中に墜落する事故が起きた。

## 交通
- 隴海鉄路
- 310国道・連霍高速道路・豫（河南）31線、開通する総延長は1347キロメートル。
- 焦鞏黄河大橋（焦作市 - 鞏義間）

## 出身者
- 程本：春秋時代の哲学者、著作に『子華子』。
- 尹勛：後漢代、「八顧」のひとり。「天下英藩尹伯元」と賞賛される。
- 嵆含：西晋の植物学者。著書『南方草木状』は世界史上最も初期の植物誌。
- 杜審言：唐代の詩人。
- 杜甫：唐代の詩人。詩聖と称せられる。杜審言の孫。
- 盧亜：金代の状元。
- 牛鳳山：清代の武状元。
- 刘镇华：北洋時期原镇嵩军統領。民国後曾任陕西督军兼省长、安徽省主席等職。
- 曲竟济：中国人民解放軍少将。
- 李公涛：中国翰園碑林の設立者。中国書協顧問。世界書家協会常務顧問。日本書道連盟顧問。韓国碑林園名誉総裁。
- 吴桂贤：中央委員。陝西省委員会副書記。国務院副総理。
- 常香玉：豫劇（河南省の伝統劇）の演劇芸術家。

## 名所
- 宋陵（中国語版） - 北宋の皇帝（太祖趙匡胤とその父の趙弘殷（中国語版）、徽宗を除く太宗から欽宗までの諸帝）の陵墓
- 鞏県石窟